# 香月弘美
香月 弘美（かつき ひろみ、本名：小笠原 弘恵、1936年8月21日 - 1958年4月1日）は、宝塚歌劇団月組のタカラジェンヌ（娘役・41期生）。神奈川県藤沢市片瀬出身。公演中に舞台機構の回転軸に巻き込まれて事故死した。

## 略歴・人物
湘南白百合学園小学部、中学部の同級生で中学卒業後すぐ宝塚歌劇団に入った親友の松島三那子の影響で、湘南白百合学園高等学校中退で宝塚音楽学校入学。愛称は「ヒロエちゃん」。初舞台は1954年（昭和29年）4月の「春の踊り」。宝塚入団時の成績は51人中17位。
1958年（昭和33年）4月1日に宝塚大劇場で行われた公演に出演中、着用していた衣装ドレスの裾がせりの駆動部分に巻き込まれて死亡した。21歳没。

## 事故の詳細
1958年4月花組公演（3月26日 - 4月29日）「春の踊り 花の中の子供たち」（高木史朗作・演出）第12場トランプの国の場で事故は起きた。恋人同士のハートの6（男）とハートの7（娘）はトランプの国のキング、クイーンの怒りに触れ、殺人光線を浴びせられ、セリで舞台下へ沈んでいく。ハートの7（娘）役を演じていた日夏有里（後の日夏悠理）が風邪で休演したため、3月31日昼の部から香月が代役を務めていた。相手役のハートの6を演じるのは、偶然だが湘南白百合学園同級生の松島三那子だった。
松島のこの事件の回想によれば、31日昼の部、夜の部、4月1日昼の部は問題なく終わった。夜の部午後6時25分頃に事件は起きた。キングの「ボタンじゃ!」のセリフでキリキリという音がだされ、同時に恋人男女は観客に向かって抱き合って苦しむ表情で客席に一番近い一番セリ（縦約1メートル×横約3メートル）に移る。ハートの6（男）が客席から向かって左に、ハートの7（娘）が右である。2人がセリに乗ったと同時に、セリは降下し始める。松島（男役）の衣装は体にぴったりついたタイツ姿、香月は円形スカートであった。
松島はトランプの国の場が終わった後、早変わりですぐ次の役に扮しなければならなかった。そのため、姿が客席から見えなくなるとすぐに体をふりほどき、相手役に「オーキニ」と言った後に背を向け、セリが下がりきるのを待たず奈落に飛び降りて早変わり室に向けて駆けて行った。松島は、飛び降りて三歩ぐらい走った時、背後で「ヤメテー」という叫びがしたのと同時にバリバリという音、何かが飛び散る音がしたのを聞いた。驚いて振り返ると、蝋細工の人形のように無表情な香月の顔と、衣装ドレスの赤い生地がセリのシャフトにからみついて回っているのがみえた。この間1秒程度であった。
松島の衣装の背中には、血しぶきがかかっていた。香月の衣装ドレスにはすそを広げるための幅2センチメートル、厚さ1ミリメートルのスチールベルトが腰まわり、ひざ、すその3か所にそれぞれ直径約60センチメートル、70センチメートル、1メートルの輪になって取り付けられていた。衣装ドレスの裾がセリのシャフトに巻き込まれたため、セリ台の枠の鉄製ベルトと舞台を支える鉄製アングルの支柱の間に足を挟まれたまま引きずり込まれ、腰まわりのスチールベルトが香月の胴を締めつけ、身体が上下に切断されて即死してしまったのである。しかし香月の切断部は衣装ドレスで覆われていたため、松島は香月が死亡したことを認識できなかった。
動転した松島は、「トメテートメテー」と怒鳴りながら、早替わり場にかけつけた。次の場もあるので、とりあえず衣装をつけたが、その時香月が死亡したことを聞き、松島はその後の記憶を失った。後に松島が周囲にいた者に聞いたところでは、その時の彼女は泣きながら香月の名を大声で呼んだり「私が代わりに死ねばよかった」と叫んだりしながら暴れるなど、半狂乱だったという。一部に「松島は鮮血に染まりながらゆっくりと香月の胴体が切断されてゆく様を、ただ黙って見ていることしかできなかった」とする記述があるが、松島の回想によれば事実ではない。松島の回想は警察が作成した彼女の供述調書が全文引用されており、信憑性は高い。
医師の死亡診断書によれば、香月は腰の部分で切断され、右足がおしつぶされ、左足はヒザ下が骨折しており、上半身は異常がなかった。
宝塚市を管轄している兵庫労働基準局西宮労働基準監督署は香月弘美の死を労働災害死と認定した上で、以下の点を宝塚歌劇団に警告し、設備の改善まで安全な大ゼリを除く6台のセリを使用禁止にした。
1. セリ台の周りに剥き出しになっているスクリューシャフトや舞台を支えている鉄製アングルなどに出演者が巻き込まれたり、挟まれたりしないように、セリの機械装置とセリ台を隔絶するジャバラ式の安全装置を付ける。
2. 舞台衣装の面でも事故の直接原因となったスチールベルトは禁止し、竹ひごのようにひっかかっても切れるような材質のものに変える。
3. セリ台の上下するスピードを落とす[3]。

実地検証にあたった兵庫県警宝塚警察署の署長は「絶対に不可抗力の事故とは考えぬ。どこかに過失があったと思う。」と語り、同署刑事課長は、
1. 事故の起こった一号セリの開始動作を操作していた公演係長は仕事の上でどの程度の責任と義務を負わされているかという点で、業務過失の有無が決まるわけだから、今の段階では何とも言えない。
2. 香月さんはあの狭い舞台で裾回り約3メートルもの衣装ドレスを着用しており、しかも直径10センチメートルもの太いスクリューシャフトが剥き出しのままかなりのスピードで回転しているので、誰が見ても危険だ。
3. ああいう舞台では事故の起きないのが不思議なくらいで、舞台機構上の大きな手落ちと見られる。

と新聞記者に述べ、業務上過失致死傷罪などの刑事責任を宝塚歌劇団・大劇場関係者に追及する姿勢を示した。
しかし、その後宝塚歌劇団・大劇場関係者が香月の死の刑事責任を追及されたか否かについては報道されなかった。

## その後
この日の公演は事故の時点で中止となったが、翌日から公演は再開された。「花の中の子供たち」自体は好評で、翌月も月組で続演された。
事故当日の上演に宝塚音楽学校本科生ながら舞台実習として参加していた岸香織は、約40年後に著書『虹色の記憶』で「（セリがいつものように沈んだ）次の瞬間、舞台が激しく揺れ「ギャーッ」というものすごい悲鳴が、まさに断末魔の悲鳴が我々の耳に突き刺さったのだ」と回想している。
4月3日下宿先での密葬、11日宝塚音楽学校三階講堂での宝塚歌劇団葬の後、香月弘美の荼毘に付された遺骨は実家へ搬送された。4月15日に東京都墨田区にある実家経営の工場敷地で葬儀が営まれて、団員関係者ら約380人が参列したという。戒名は香月院弘誓美恵大姉。5月20日には、宝塚音楽学校校庭に慰霊碑が建立された。香月弘美の墓所は東京都足立区伊興本町の東岳寺にある。
今日、公式の宝塚歌劇団史上ではこの事件は抹消されているが、岸香織によれば、旧宝塚大劇場実在時には、毎年4月1日に旧宝塚大劇場奈落一号セリの下に献花が行われて、公演中の宝塚歌劇団生徒達が追福を営んでいた。しかしその行事も、旧大劇場取り壊しと共に挙行中止になった。旧宝塚大劇場解体を控えた1992年（平成4年）9月18日に音楽慰霊祭が挙行されたが、これは758人の故人となったタカラジェンヌ、歌劇団関係者を追悼するもので、香月弘美を主とするものではない。

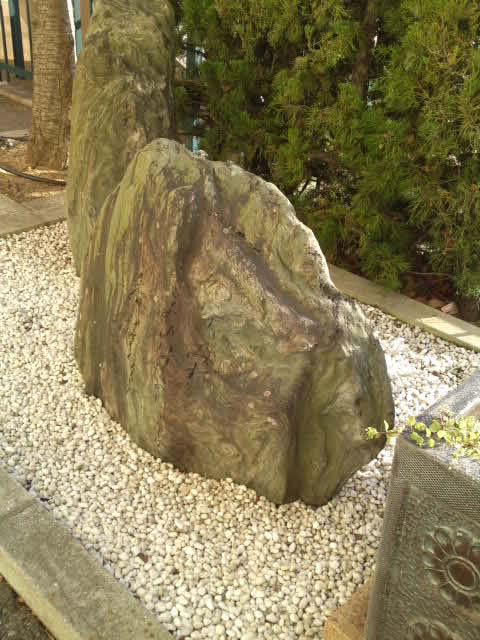
香月弘美慰霊碑

宝塚音楽学校旧校舎敷地内の慰霊碑には、毎年4月1日に本科生が献花を行っていた。音校移転後も有志によって献花が行われている慰霊碑は、現在は武庫川沿いにある宝塚音楽学校駐車場内に安置されている。表に草書体で刻字された金石文は、「めになみだ　こよいは月のなきものを　香ふさくらが　うすあかりせり　白蓮」という柳原白蓮の香月弘美の死を悼む哀悼歌である。裏側は楷書体で「昭和三十三年四月一日　大劇場の舞台の上に逝く　香月弘美　享年二十一歳　施工　本藤昌宏」という銘文が刻字されている。宝塚大橋（宝塚南口駅に向かって右側）、阪急電車（阪急今津線、宝塚南口に向かって左側）からも慰霊碑の所在を確認することができる。